# Chrysopilus argenteofasciatus
Chrysopilus argenteofasciatus är en tvåvingeart som beskrevs av Bromely och Charles Howard Curran 1931. Chrysopilus argenteofasciatus ingår i släktet Chrysopilus och familjen snäppflugor.
Artens utbredningsområde är Guyana. Inga underarter finns listade i Catalogue of Life.